# Commonwealth der Philippinen
Das Commonwealth der Philippinen war die politische Bezeichnung des Inselstaates der Philippinen in den Jahren zwischen 1935 und 1946, als das Land einen Commonwealthstatus zu den Vereinigten Staaten besaß. Vor 1935 gehörten die Philippinen zu den Außengebieten der Vereinigten Staaten, was sie lediglich zu einem Territorium der USA machte.
Die Bildung des Commonwealth wurde mit dem Philippine Independence Act (deutsch Gesetz zur philippinischen Unabhängigkeit) deklariert, gemeinhin auch als Tydings-McDuffie Act bekannt, und stellte eine zehn Jahre andauernde Übergangsregierung zur Vorbereitung auf eine volle Unabhängigkeit und Souveränität der Philippinen dar, die dem philippinischen Volk durch den Philippine Autonomy Act (dt. Gesetz zur Philippinischen Autonomie) oder Jones Law (dt. Jones-Gesetz) von den USA zugesichert worden war.

## Aufbau
Das Commonwealth hatte seine eigene Verfassung, die bis in das Jahr 1973 Gültigkeit besaß, und verfügte über eine eigene Regierung, obwohl die Außenpolitik und die militärischen Belange unter der Verantwortung der Vereinigten Staaten blieben, wie auch bestimmte Gesetzgebungen die Bewilligung des amerikanischen Präsidenten erforderten.
Es wies eine ausgesprochen strenge Exekutive auf, besaß einen Einkammerkongress der Nationalversammlung und einen Obersten Gerichtshof, welche sich beide komplett aus philippinischen Amtsträgern zusammensetzten, sowie einen gewählten ortsansässigen Bevollmächtigten im Repräsentantenhaus der Vereinigten Staaten (wie es Puerto Rico heute innehat). Ein amerikanischer High Commissioner (Oberbevollmächtigter) und ein amerikanischer Militärratgeber waren dafür in der Commonwealthregierung vertreten, während die philippinische Armee unter der Leitung eines amerikanischen Feldmarschalls stand.
Nach einer Überarbeitung der Verfassung zwischen 1939 und 1940 wurde ein Zweikammerkongress eingerichtet, der sich aus einem Senat und einem Repräsentantenhaus zusammensetzte und die einschichtige Nationalversammlung ablöste.

## Geschichte

### Bildung

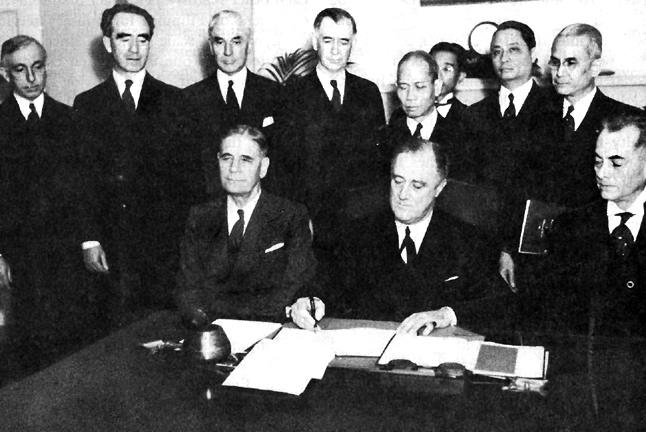
23. März 1935: Verfassungsgebende Versammlung. Sitzend von links nach rechts: George H. Dern, Präsident Franklin D. Roosevelt und Manuel Quezon

Im Dezember 1932 passierte ein Gesetz, der Hare-Hawes-Cutting Act, den Kongress der Vereinigten Staaten mit der Bestimmung, die Unabhängigkeit der Philippinen zu garantieren. Die Gesetzesvorlage beinhalteten Anordnungen über den Erhalt verschiedener Militär- und Marinebasen der Vereinigten Staaten, ebenso wie die Auferlegung von Tarifen und Quoten des philippinischen Exportes.
Präsident Herbert C. Hoover legte Widerspruch gegen die Vorlage ein, aber der amerikanische Kongress überstimmte 1933 sein Veto und verabschiedete die Vorlage. Der Gesetzesentwurf stand jedoch im Gegensatz zu den Interessen des philippinischen Senatspräsidenten Manuel Quezon und wurde gleichfalls auch vom philippinischen Senat abgelehnt.
Dies führte zu der Bildung und der Verabschiedung eines neuen Gesetzentwurfes, der als Tydings-McDuffie Act bekannt ist und die Einrichtung des Commonwealth der Philippinen für eine zehn Jahre andauernde Periode vorsah und schließlich einen friedlichen Übergang zu einer vollständigen Unabhängigkeit ermöglichen sollte.

### Vorkriegsperiode
Im Oktober 1935 wurden die ersten Präsidentschaftswahlen abgehalten. Zu den Kandidaten gehörte unter anderem der ehemalige, aber außerhalb der Philippinen nicht anerkannte, Präsident Emilio Aguinaldo und der Führer der Unabhängigen Philippinischen Kirche Gregorio Aglipay. Manuel Quezon und Sergio Osmeña von der Nacionalista Party erhielten die Stimmenmehrheit und wurden schließlich in das Amt des Präsidenten und des Vizepräsidenten eingesetzt.
Die neue Regierung führte eine ambitionierte Aufbaupolitik durch, die die Nation auf eine wirtschaftliche und politische Unabhängigkeit vorbereiten sollte. Diese beinhaltete Vorkehrungen zur nationalen Verteidigung (wie die nationale Verteidigungsverordnung von 1935, die eine allgemeine Wehrpflicht im Land einführte), stärkere Kontrolle über die Wirtschaft, die Perfektionierung der demokratischen Institutionen, Reformen in der Bildungspolitik, Verbesserung des Transportwesens, die Förderung von lokalem Kapital und der Industrialisierung sowie die Kolonisation von Mindanao.
Indessen entstanden Unsicherheiten, speziell wegen der diplomatischen und militärischen Situation in Südostasien und in Bezug auf die Intensität, die die Bindung der USA auf die zukünftige philippinische Republik einnehmen wird, wie sich auch die Wirtschaft aufgrund der Weltwirtschaftskrise problematisch präsentierte. Diese Fragen erwiesen sich als die Hauptprobleme. Die Situation wurde zunehmend durch die gegenwärtigen agrarwirtschaftlichen Unruhen und die Machtkämpfe kompliziert, die sich zwischen Osmeña und Quezon entwickelt hatten, insbesondere nachdem es Quezon erlaubt wurde, nach einer sechsjährigen Amtsperiode wiedergewählt zu werden.
Bevor sich die politischen Leistungsfähigkeit vollends entwickeln konnte, kam es jedoch zum Ausbruch des Zweiten Weltkrieges und zur japanischen Invasion der Philippinen.

### Zweiter Weltkrieg
Das Japanische Kaiserreich startete am 8. Dezember 1941 einen Überraschungsangriff auf die Philippinen. Die Commonwealthregierung übergab daraufhin die philippinische Armee der Befehlsgewalt der fernöstlichen US-Streitkräfte, die dem japanischen Eroberungsfeldzug entgegenwirken sollten. Manila wurde zur Offenen Stadt erklärt, um sie vor Zerstörungen zu schützen, und sie wurde letztendlich am 2. Januar 1942 von den Japanern besetzt. In der Zwischenzeit kam es überall im Inselstaat zu Kämpfen gegen die japanischen Besatzer, wie zum Beispiel die Schlacht um Bataan, die Schlacht um Corregidor und die Schlacht um Leyte, ehe sich die kombinierten amerikanisch-philippinischen Streitkräfte im Mai 1942 endgültig ergaben. Quezon und Osmeña wurden von ihren Truppen nach Corregidor eskortiert und verließen später den Archipel in Richtung Vereinigte Staaten, wo sie eine Exilregierung bildeten, die sowohl im Pacific War Council (dt. Pazifikkriegsrat) als auch bei der Deklaration der Vereinten Nationen vertreten war. Während der Exilperiode erkrankte Quezon an Tuberkulose und starb schließlich, woraufhin ihn Osmeña als Präsident ersetzte.
Derweil installierte das japanische Militär eine neue Regierung auf den Philippinen, die später als die Zweite Philippinische Republik bekannt wurde und dessen Vorsitz José P. Laurel erhielt, der von den Japanern als Präsidenten eingesetzt wurde. Diese Regierung wurde jedoch vom philippinischen Volk nie respektiert und blieb während der gesamten Besatzungsperiode unbeliebt.
Der Widerstand auf den Philippinen hielt derweil an. Eine der Guerillagruppen, die Hukbalahap-Bewegung (der "Volksarmee gegen die Japaner"), bestand aus 30.000 bewaffneten Kämpfern und kontrollierte einen Großteil von Central Luzon. Restposten der philippinischen Armee stützten sich auf eine Guerillakriegsführung. Der Erfolg dieser Kampagne war die Befreiung von zwölf der vierzehn Provinzen der Philippinen.
Am 20. Oktober 1944 landeten die Alliierten Streitkräfte unter General MacArthur auf Leyte und starteten die Befreiung des Archipels, denen weitere Landungskräfte folgten. Die Kämpfe dauerten an, bis am 2. September 1945 die formelle Kapitulation Japans folgte. Die geschätzte Anzahl an philippinischen Opfern lag insgesamt bei nahezu einer Million und die Hauptstadt Manila war nach Abschluss der Kriegshandlungen weitgehend zerstört.
Nach dem Philippinenfeldzug wurde das Commonwealth für ein Jahr mit der Vorbereitung auf die Unabhängigkeit restituiert. Im April 1946 folgten die Wahlen zur ersten unabhängigen philippinischen Regierung, die Manuel Roxas gewann. Zusammen mit Elpidio Quirino als Vizepräsident ging er als erster international anerkannter Präsident der unabhängigen Republik der Philippinen in die Geschichte des Landes ein.

### Unabhängigkeit
Der Commonwealthstatus endete am 4. Juli 1946 mit der Anerkennung der philippinischen Unabhängigkeit durch die Vereinigten Staaten.
Dennoch blieb eine Abhängigkeit der philippinischen Wirtschaft von den USA weiterhin erhalten, was unter anderem mit dem Bell Trade Act, auch als philippinische Handelsverordnung bekannt, zu tun hatte, der eine Vorbedingung für den Erhalt von Rehabilitationszuschüssen der Vereinigten Staaten darstellte.

## Strategien

### Aufstände und Agrarreformen
Zu dieser Zeit beklagten sich die Bauern oft über Missstände, deren Wurzeln zum einen im System der Schuldknechtschaft lagen, bei der die Landbesitzer den Bauern erlaubten, ihr Land zu bewirtschaften, und dafür einen Anteil an der Ernte einbehielten. Zum anderen begründeten sich die Unstimmigkeiten im dramatischen Anschwellen der Bevölkerungszahlen, deren Auswirkungen sich zu dem wirtschaftlichen Druck, der auf den Bauernfamilien lastete, hinzu addierte. Um dem zu begegnen, wurde vom Commonwealth eine Agrarreform initiiert, deren Erfolg jedoch von den anhaltenden Auseinandersetzungen zwischen Bauern und Landbesitzern behindert wurde.
Als ein Beispiel für diese Konfrontationen ist die Sakdalista-Bewegung zu nennen, die von einem Mann namens Benigno Ramos ins Leben gerufen wurde und sich für die Senkung der Steuern, die schnelle Umsetzung der Landreform, die Auflösung größerer Grundbesitzungen oder Haziendas und die Auftrennung der Beziehungen zu den Vereinigten Staaten einsetzte. Die Aufstände, die im Mai 1935 in Zentral-Luzon auftraten, forderten letztendlich etwa einhundert Menschenleben.

### Nationalsprache
Aufgrund der hohen Anzahl an verschiedenartigen philippinischen Sprachen wurde ein Programm für die „Entwicklung und Aufnahme einer gemeinsamen Nationalsprache, basierend auf den existierenden einheimischen Dialekten“ entworfen und in die philippinischen Verfassung von 1935 eingebracht. Der Commonwealth richtete ein Surian ng Wikang Pambansa (Nationales Sprachinstitut) ein, das sich aus Präsident Quezon und sechs weiteren Mitglieder aus verschiedenen ethnischen Gruppen der Philippinen zusammensetzte. Es wurde eine Beratung abgehalten, in deren Zuge die Sprache Tagalog (aufgrund ihrer ausgedehnten literarischen Tradition) als Grundlage für eine „Nationalsprache“ mit der Bezeichnung "Pilipino" ausgewählt wurde.
Im Jahre 1940 autorisierte das Commonwealth die Ausgabe eines Wörter- und eines Grammatikbuches für diese Sprache. Im gleichen Jahr wurde der Commonwealth Act 570 verabschiedet, der die Sprache Filipino nach der Unabhängigkeit zur offiziellen Landessprache erhob.

### Mindanao
Das Commonwealth hatte zudem einen politischen Einfluss auf die Kolonisation von Mindanao. Die große Insel im Süden wurde zu einem wahren Zufluchtsgebiet. Welle um Welle an Einwanderern ergoss sich in die Region der Südphilippinen. Die Immigranten kamen dabei vorwiegend aus den Visayas und aus Luzon und gehörten maßgeblich zu den Volksgruppen der Cebuanos und der Hiligaynons aus den Zentral- und den Westvisayas, den Warays (Leyte-Samar) aus den Ostvisayas sowie den Ilokanos, den Tagalogs, den Pampangos, den Aklanons und den Bicolanos aus Luzon an. Die Zuwanderer besiedelten rasch die unberührten Gebiete Mindanaos und öffneten die Insel für eine flächendeckende Agrarwirtschaft und für die Industrie. Dabei verdrängten sie die einheimische Bevölkerung und provozierten Spannungen zu den seit Jahrhunderten hier angesiedelten muslimischen Bewohnern der Insel. Diese Spannungen entwickelten sich später zu den Konflikten mit muslimischen Rebellengruppen, denen sich die philippinische Regierung im Süden der Philippinen bis heute stellen muss.

## Wirtschaft
Die Wirtschaft des Commonwealths basierte hauptsächlich auf der Landwirtschaft, die auf Agrarprodukte wie Abacá, Kokosnuss und Kokosöl, Zucker und Nutzholz basierte.
Der Ertrag dieser Wirtschaftsleistung gestaltete sich anfänglich gut trotz der Herausforderung verschiedener agrarbedingter Aufstände. Steuern, die von einer stabilen Kokosnussindustrie eingetrieben wurden, halfen dabei, die Wirtschaft durch eine Förderung der Infrastruktur und andere Entwicklungsprojekte anzukurbeln. Dieses Wachstum stoppte jedoch mit Ausbruch des Zweiten Weltkrieges.

## Demographie
Im Jahre 1941 erreichte die geschätzte Bevölkerung die Zahl von 17.000.000 Menschen, wobei alleine Manila 648.000 Einwohner beheimatete. Die Anzahl an Chinesen lag bei 117.000. Zudem lebten 9.000 Amerikaner und 30.000 japanischstämmige Einwanderer auf dem Archipel, wobei alleine Davao 20.000 Japaner beherbergte. Die englische Sprache wurde von 27 % der Bevölkerung gesprochen, während Spanisch lediglich von 3 % der Bevölkerung verwendet wurde.
Im Folgenden sind geschätzten Zahlen an Sprechern der dominanten Sprachen angegeben:
| Cebuano     | 4.620.685 |
| Tagalog     | 3.068.565 |
| Ilocano     | 2.353.518 |
| Hiligaynon  | 1.951.005 |
| Waray-Waray | 920.009   |
| Kapampangan | 621.455   |
| Pangasinan  | 573.752   |

## Liste der Präsidenten
| Farblegende | Farblegende        |
| ----------- | ------------------ |
|             | Nacionalista Party |
|             | Liberal Party      |

Die Farben geben die politische Partei oder Koalition jedes Präsidenten am Wahltag an:
| # | Präsident | Präsident     | Amtsbeginn        | Amtsende        | Partei             | Vizepräsident   | Amtsperiode |
| - | --------- | ------------- | ----------------- | --------------- | ------------------ | --------------- | ----------- |
| 1 |           | Manuel Quezon | 15. November 1935 | 1. August 19441 | Nacionalista Party | Sergio Osmeña   | 1           |
| 1 | 2         | Manuel Quezon | 15. November 1935 | 1. August 19441 | Nacionalista Party | Sergio Osmeña   |             |
| 2 |           | Sergio Osmeña | 1. August 1944    | 28. Mai 1946    | Nacionalista Party | Vakant          |             |
| 3 |           | Manuel Roxas  | 28. Mai 1946      | 4. Juli 19462   | Liberal Party      | Elpidio Quirino | 3           |

1 Starb an Tuberkulose in Saranac Lake, New York.
2 Ende der Commonwealthregierung, Überführung in eine unabhängige Republik.